# Pay TV

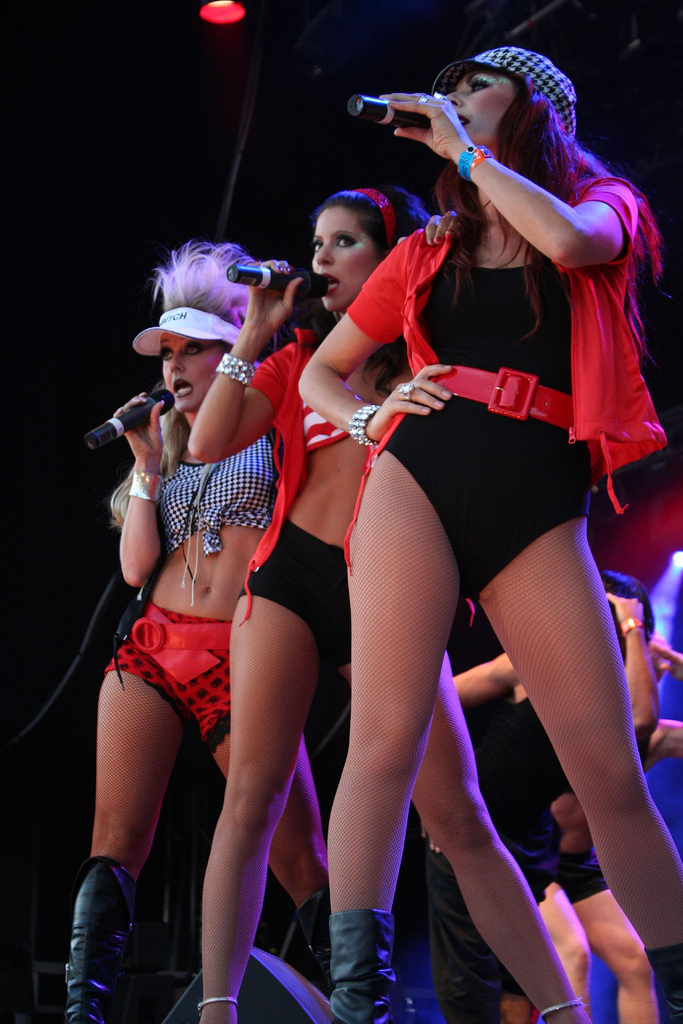
Pay TV under Stockholm Pride 2007.

Pay TV är en svensk popgrupp som fick sitt genombrott i den svenska Melodifestivalen 2004 med låten Trendy Discotheque som slogs ut och hamnade på sjätte plats i deltävling två. De medverkade även i Melodifestivalen 2005 med Refrain Refrain som inte heller fick en bra placering. Trots detta har Pay TV blivit stora i gayvärlden med sin syntiga trashdisco.
Bakom projektet står äkta paret Håkan och Ulrika Lidbo. Sångerskorna, som går under alias, är musikalartister i det civila och kallar sig Claudia Cash (Anna Widing), Neena Fatale (Thérèse Andersson) och Chanelle Ferarri (Fatima Edell), samtliga utbildade vid Balettakademien i Göteborg.

## Diskografi
- 2004 - Trendy Discotheque
- 2005 - Refrain Refrain
- 2005 - Sexy Robot/Material Girls/Refrain Refrain/Trendy Discotheque
- 2006 - Work Your Body (feat. Don King)
- 2007 - Fashion Report
- 2008 - Europride Album Promo (8-spår)